# Énée et Lavinie
Énée et Lavinie (título original en francés; en español, Eneas y Lavinia) es una tragédie lyrique en cinco actos y un prólogo con música de Pascal Collasse y libreto en francés de Bernard Le Bouyer de Fontenelle. Se estrenó el 16 de diciembre de 1690 en la Académie royale de musique de París. 
Se repuso en 1758 y en 1768. Una parodia se interpretó bajo el título de l'Embarras du choix en la Opéra-Comique, el 13 de marzo de 1758.
Esta ópera rara vez se representa en la actualidad; en las estadísticas de Operabase aparece con sólo una representación en el período 2005-2010, siendo sin embargo la única representada de Collasse.